# Gyrus angularis
De gyrus angularis  of hoekwinding is een hersenwinding in de pariëtale kwab van de grote hersenen. De gyrus angularis is om het uiteinde, de ramus ascendens posterior, van de sulcus temporalis superior heen gevouwen en vormt samen met de gyrus supramarginalis een onderdeel van de lobulus parietalis inferior.
Het schorsoppervlak van de linker gyrus angularis is gemiddeld groter dan het schorsoppervlak van de rechter gyrus angularis. De gyrus angularis is in de hersenkaart van Brodmann de locatie van de area angularis, van gebied 39.
Volgens het taalverwerkingsmodel van Wernicke-Geschwind vindt in de gyrus angularis de omzetting plaats van het geschreven woord naar een intern gesproken, fonetische versie van het woord. Deze gesproken versie wordt daarna in het centrum van Wernicke verder verwerkt. Volgens de Amerikaanse neuropsycholoog Vilayanur Ramachandran speelt het gebied ook een rol bij het begrijpen van metaforen, van beeldspraak.
Bij beschadiging van de gyrus angularis kan er alexie, agrafie en alexie met agrafie ontstaan. Daarnaast is de gyrus angularis ook betrokken bij het syndroom van Gerstmann. Elektrische stimulatie van de gyrus angularis blijkt gevoelens van uittreding te kunnen oproepen.

Taalgebieden in de hersenen
centrum van Broca
centrum van Wernicke
gyrus angularis
gyrus supramarginalis
auditieve cortex